# Ashley Fox
Pour les articles homonymes, voir Fox.
Ashley Fox, né le 15 novembre 1969 à Sutton Coldfield, est un homme politique britannique, membre du Parti conservateur.
Il est député européen de 2009 à 2019. Il est élu député britannique en 2024.